# Горный чатино
Горный чатино — индейский язык Месоамерики, один из языковой семьи чатино ото-мангской языковой семьи. Диалекты языка весьма разнообразны:
Восточно-горный (лачао-йолотепекский диалект)
Западно-горный (диалекты яйтепекский, паникстлауака, сан-хуан-киаихе, сенсонтепекский)
Нопала
Сакатепекский
Таталтепекский
Соседские диалекты между тремя верхними группами около 80 % внятны. Разнообразие между этими тремя западными диалектами почти также велико.
Для фонологических и грамматических деталей см. языки чатино, включающие в себя примеры из яйтепекского диалекта.

## Письменность
- Алфавит западного горного чатино: A a, An an, B b, C c, Ch ch, D d, Dy dy, E e, En en, F f, G g, Gw gw, H h, I i, In in, J j, Jw jw, Jy jy, ', K k, Kw kw, L l, Ly ly, Ll ll, M m, N n, Ñ ñ, O o, Ö ö, P p, Q q, R r, rr, S s, T t, Ty ty, U u, Un un, V v, W w, X x. Y y, Z z[1].

## Фонология
Инвентаризованный согласный звук чатино в верхней части города определяется по формуле:
|               | Лабиальные | Альвеолярные | Альвео-палатальные | Велярные | Лабио-велярные | Глоттальные |
| ------------- | ---------- | ------------ | ------------------ | -------- | -------------- | ----------- |
| Взрывные      | p          | t, d         | tʲ, dʲ             | k, g     | kʷ, gʷ         | ʔ           |
| Аффриката     |            | ʦ, ʣ         | ʧ, ʤ               |          |                |             |
| Фрикативные   |            | s            | ʃ, hʲ              |          | hʷ             | h           |
| Аппроксиманты |            | l, r         | lʲ, y              |          | w              |             |
| Носовые       | m          | n            | nʲ                 |          |                |             |

В языке имеется 5 гласных: ротовые / i, iː, e, eː, a, aː, o, oː, u, uː/, носовые /ĩ, ĩː, ẽ, ẽː, ã, ãː, õ, õː, ũ, ũː/.
В предыдущей инвентаризация согласных разная для всех видов, реконструкция из нескольких видов реконструирует для прото-языка чатино следующую инвентаризацию:
|               | Альвеолярные | Альвео-палатальные | Велярно-палатальные | Велярные | Лабио-велярные | Глоттальные |
| ------------- | ------------ | ------------------ | ------------------- | -------- | -------------- | ----------- |
| Взрывные      | *t           | *tʲ                | *kʲ                 | *k       | *kʷ            | *ʔ          |
| Аффрикаты     | *ʦ           |                    |                     |          |                |             |
| Фрикативные   | *s           |                    |                     |          |                | *h          |
| Аппроксиманты | *l           | *lʲ, *y            |                     |          | *w             |             |
| Носовые       | *n           | *nʲ                |                     |          |                |             |

Что касается голосовых согласных, то реконструкция включает в себя только краткие гласные / *i, *e, *a, *o, *u/, которые могут стать носовыми /*ĩ, *ẽ, *ã, *õ, *ũ/ и 2 тона: высокий (´) и низкий (`).
Раш (2002) определяет 10 различных тонов для яйтепекского диалекта. Уровни тонов: высокий /1/, средний /2/, нижне-средний /3/, низкий /4/. Есть также 2 возрастающих тона (/21/ и /32/) и 3 понижающихся тона (/12/, /23/, /34/), а также более ограниченный понижающийся тон (/24/), найденный в нескольких словарных элементах и в нескольких завершающих формах глаголов.
Существует различная практическая орфография для чатино с наибольшим влиянием испанской орфографии. В примерах ниже x представляет собой звук /ʃ/, а /k/ пишется как c перед заднеязычными гласными (a, o, u), а qu перед переднеязычными гласными (i, e).